# 台湾马先蒿
台湾马先蒿（学名：Pedicularis transmorrisonensis）为列当科马先蒿属的植物，是台灣的特有植物。分布在台灣本島，一般生长在高山上，目前尚未由人工引种栽培。